# Plastilina Mosh
Plastilina Mosh es un grupo mexicano de rock originario de la ciudad de Monterrey, Nuevo León, México formado en el año 1997 con influencias de jazz, hip-hop, música electrónica y otras diversas corrientes musicales. Formó parte del movimiento llamado avanzada regia.
Desde su éxito debut, Niño bomba, obtuvieron éxito comercial y por parte de la crítica. El grupo frecuentemente mezclaba varios estilos de música como lo es el rap, el dance y el rock mientras que cambian de inglés a español, así como otros idiomas variados en la misma canción.

## Historia
A principios de 1997, Plastilina Mosh viajó a la Ciudad de México donde grabaron el vídeo y el sencillo de Niño Bomba, lanzado bajo la discográfica Tómbola!, con la que vendieron 5000 copias. Fue entonces cuando comenzaron a atraer la atención del público y de la prensa con sus interpretaciones. Al poco tiempo después el vídeo comenzaba a ser televisado por varios canales de música, y también podía ser escuchado en las estaciones de radio.
Su éxito les llevó a recaudar frutos, recibiendo nominaciones como "Mejor Artista" en premiaciones locales, y entonces fue cuando MTV comenzó a pasar el vídeo, haciéndoles una de las primeras bandas en español en hacer un crossover.
En su primera visita a Los Ángeles, capturaron la atención de productores como Money Mark (Beastie Boys, The Dust Brothers y Butthole Surfers), resultando en la grabación de un álbum completo.
La grabación fue una experiencia extravagante y compleja, debido a que fue grabada en tres fases; cada una en una ciudad diferente. La primera fue en Los Ángeles junto con Sukia (un grupo que había trabajado previamente con los Dust Brothers). De estas sesiones fue donde se crearon las pistas Aquamosh y Monster Truck. La segunda sesión fue con Jason Roberts (productor de las canciones de Cypress Hill). Fue aquí, donde se produjo lo que sería su canción más famosa y exitosa: Mr. P. Mosh. Dicha canción fue nominada en 1998 para "Mejor video de la gente" junto a otros artistas latinoamericanos como Molotov, Illya Kuryaki and the Valderramas, Aterciopelados, entre otros. Finalmente, la tercera fase fue realizada con Café Tacuba, para terminar en Arcata, California con Tom Rothrock y Rob Snapf.
Aquamosh fue finalmente lanzado en 1998, siendo su primer sencillo Mr. P. Mosh, el cual más tarde sería motivo de fama internacional. En el video de esta canción apareció la actriz Lyn May, y alcanzó el primer lugar en la versión hispanoamericana de MTV. Los otros sencillos que se promocionaron fueron Afroman y Monster Truck. Fue reconocido como Disco del Año en México y en varios países, vendiendo cerca de 150.000 copias.
Posteriormente, el álbum que le siguió a Aquamosh fue Juan Manuel, orientado más al dance. Fue producido por Chris Allison, quien ha trabajado con The Beta Band y Money Mark. El nombre se debe a que, después de la grabación en Monterrey y en San Francisco, Plastilina Mosh había decidido nombrar al álbum en honor a un amigo de la banda. El primer sencillo fue Human Disco Ball y el segundo fue Bassass, ambos teniendo una buena presencia en las listas de éxitos latinos.
Para el tercer álbum, de nombre Hola Chicuelos, la banda tomó la idea de trabajar con composiciones en lugar de hacerlo precisamente como banda. El álbum consiste de 18 canciones, todas unidas por un concepto e idea similares. El álbum fue casi totalmente acreditado a Rosso, que había producido con anterioridad a artistas como Jumbo, Volován y Panorama. Los sencillos más notables son Peligroso Pop y Te lo juro por Madonna y sus B-Sides, complementando el álbum por el lanzamiento de un DVD. que fue promovido con el sencillo Millionaire, que tenía una pequeña referencia a Tony Blair.
Participaron en los Premios MTV 2007 interpretando un remix de la canción With Love junto a Hilary Duff.
Su siguiente material discográfico, lanzado en agosto de 2008 y titulado All U Need Is Mosh, se edita bajo el sello independiente mexicano Happy-Fi Records, después de solicitar su carta de retiro a EMI Music México; sin embargo, la transnacional es la encargada de la distribución del disco gracias al convenio entre ambas disqueras. All U Need Is Mosh contiene participaciones de Ximena Sariñana, Niña Dioz, entre otros.
En 2023, Plastilina Mosh regresó a los estudios de grabación para realizar Mosh & Mambo, una serie de reinterpretaciones de sus canciones al ritmo del chachachá, danzón y mambo. En febrero de 2024, el dúo presentó una nueva colaboración con la People's League, debutando el tema "Controlemos el Fuego".

## Integrantes
- Jonás González (2 de diciembre de 1973) (guitarra y voz; bajo ocasionalmente)
- Alejandro Rosso (5 de febrero de 1975) (teclados, programaciones y voz)

## Discografía
| Año  | Título               |
| ---- | -------------------- |
| 2024 | Controlemos el fuego |
| 2023 | Mosh & Mambo         |
| 2017 | Singles              |
| 2008 | All U Need Is Mosh   |
| 2006 | Tasty + B Sides      |
| 2003 | Hola Chicuelos       |
| 2000 | Juan Manuel          |
| 1998 | Aquamosh             |
| 1997 | Niño Bomba           |